# Ульбрихт, Вальтер
Ва́льтер Эрнст Па́уль У́льбрихт (нем. Walter Ernst Paul Ulbricht; 30 июня 1893 — 1 августа 1973) — немецкий государственный и политический деятель, коммунист, руководитель ГДР. На посту Первого секретаря ЦК Социалистической единой партии Германии в 1950—1971 годах сыграл значительную роль в становлении ГДР, в её отделении и изоляции от ФРГ и Западной Европы; был инициатором строительства Берлинской стены.

## Биография
Родился в Лейпциге в семье столяра и там же работал столяром с 1907 года.
В 1912 году вступил в Социал-демократическую партию Германии. В 1915 году мобилизован в Германскую имперскую армию. Воевал на Восточном фронте и на Балканах. В 1917 году вступил в Независимую социал-демократическую партию Германии, которая откололась от СДПГ. В 1918 году во время переброски на Западный фронт дезертировал. Был заключён в тюрьму. С 1918 года — член «Союза Спартака». Во время Ноябрьской революции — член корпусного совета солдатских депутатов, затем Совета рабочих и солдатских депутатов Лейпцига.
Один из основателей лейпцигской организации Коммунистической партии Германии (КПГ). В 1919 году — член окружного комитета КПГ в Средней Германии, редактор газеты «Классенкампф». В 1921−1923 политический секретарь окружной организации КПГ в Тюрингии. В 1923 году впервые избран в ЦК, членом которого непрерывно избирался с 1927 года. В 1922 году принимал участие в работе IV конгресса Коммунистического интернационала в Москве и в составе германской делегации встречался с В. И. Лениным. В 1926−1928 годах депутат ландтага Саксонии, в 1928−1933 годах — рейхстага; в 1928−1929 годах— представитель КПГ при Исполкоме Коминтерна.
После прихода к власти Гитлера работал в подполье, в конце 1933 года эмигрировал и вскоре переехал в Москву. В Германии Ульбрихт был объявлен в розыск за призывы к генеральной стачке, преследовавшие «насильственное изменение конституции», и за подстрекательство к терроризму по делу об убийстве полицейских на Бюловплац. С 1935 года член Политбюро, с 1938 года вновь занимает пост представителя КПГ при Исполкоме Коминтерна. Одновременно работает в германской редакции Московского радио. Находился в Испании во время Гражданской войны, после поражения республиканцев выехал во Францию, после оккупации Франции в 1940 году бежал в Москву. С началом Великой Отечественной войны занимался агитацией среди военнопленных, во время Сталинградской битвы через громкоговорители агитировал солдат к сдаче. В 1943 году участвовал в создании среди военнопленных Национального комитета «Свободная Германия».

## Руководство ГДР

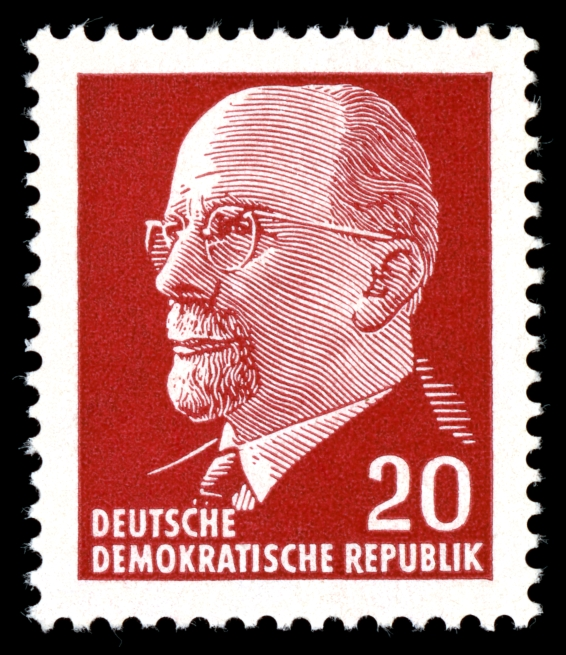

В апреле 1945 года Ульбрихт вместе с первой группой немецких эмигрантов прибыл в Германию. В 1946−1950 гг. — член Правления СЕПГ, член Секретариата Правления СЕПГ, заместитель Председателя СЕПГ и депутат Ландтага Саксонии-Ангальт, в 1947—1949 гг. — член Немецкого народного совета и член Президиума Немецкого народного совета, в 1949—1950 гг. — депутат Временной Народной палаты ГДР, в 1949−1960 гг. — заместитель (с 1955 года — Первый заместитель) премьер-министра ГДР, в 1950—1973 гг. — депутат Народной палаты ГДР, член ЦК СЕПГ, член Политбюро ЦК СЕПГ, в 1950—1971 гг. — Генеральный секретарь ЦК СЕПГ (с 1953 года — Первый секретарь ЦК СЕПГ), с 1960 года — Председатель Государственного совета ГДР.
Был известен как сталинист; провозглашенный им в 1952 году курс на «планомерное строительство социализма» по советскому образцу вызвал всеобщее недовольство в стране и стал причиной восстания в июне 1953 года, в ходе которого Ульбрихт был вынужден бежать под защиту советских войск в резиденцию советской оккупационной администрации в Карлсхорсте. Восстание, подавленное советскими войсками, укрепило положение Ульбрихта, так как позволило ему расправиться с внутрипартийной оппозицией и заставило Москву отказаться от мысли сместить его, что выглядело бы как проявление слабости.

Летом 1961 года во время Берлинского кризиса и нарастающей волны беглецов из ГДР в ФРГ приготовления восточно-германских властей к закрытию единственного оставшегося незакрытым участка германо-германской границы в Берлине стали очевидны. Однако на ставшей позже исторической правительственной пресс-конференции для иностранных СМИ от 15 июня 1961 на прямой вопрос корреспондентки Frankfurter Rundschau Аннамарии Дохер (Annamarie Doherr) «…Значит ли по-вашему, что у Потсдамских ворот будет возведена государственная граница?» — публично заявил:
Я ваш вопрос понял так, что в Западной Германии есть люди, желающие чтобы мы мобилизовали строителей, чтобы возвести стену. Мне неизвестно о подобных намерениях. Строители нашей столицы заняты возведением жилья… Никто не собирается возводить стену!
Через неполных два месяца по его приказу без официального предупреждения ночью 13 августа 1961 пограничные войска ГДР начали спешное строительство изолирующей стены и пограничных укреплений вокруг Западного Берлина. Таким образом Вальтер Ульбрихт оказался государственным деятелем, чей публичный обман вошёл в анналы истории.
В январе 1963 года на VI съезде СЕПГ Ульбрихт представил основные положения «Новой экономической системы планирования и руководства». В центр производственной деятельности выдвигалась материальная заинтересованность отдельного рабочего и предприятия в целом, объединения народных предприятий с 1 января 1964 года фактически превращались из управленческой инстанции в экономические субъекты.
В 1971 году подал в отставку с поста руководителя СЕПГ «по состоянию здоровья»: заявление было написано под давлением Брежнева, так как Ульбрихт мешал компромиссу между Москвой и Бонном. Преемником Ульбрихта на посту главы ГДР стал Эрих Хонеккер. До своей смерти занимал номинальный почётный пост председателя СЕПГ.

## В народе и пародиях
В народе его называли «Шпицбарт» (остробородый) и «Ну-ну» (характерно-саксонское выражение согласия). Часто передразнивалась его манера говорить, включая специфический лейпцигский диалект и паразитную частицу «ja?» (да/ведь/я прав?), которую он часто вставлял между словами и в конце предложений.

## Семья
До 1950 года Ульбрихт был женат на Марте Шмелински, в браке родилась дочь Дора (1920), однако связь между супругами вскоре распалась. Позднее Дора была воспитана родственниками и проживала в ФРГ. От любовной связи с коммунистической активисткой Розой Михель (1901—1990) в Москве родилась дочь Мими (1931), вскоре после чего Ульбрихт расстался с ней и оба до конца жизни скрывали свою прежнюю связь, внук (сын Мими) — Ален Пикар.
В Москве Ульбрихт завязал отношения с женой репрессированного коммуниста Лоттой Кюн (1903—2002). Своих детей Лотта иметь не могла, поэтому в 1940-е гг. Ульбрихт удочерил дочь умершей в Германии «остарбайтерши» Марию Пестунову, которой дали имя Беата. Беата несколько раз пыталась сбежать от родителей в СССР, в 1970-е гг. вернулась в ГДР с двумя детьми, но была лишена наследства, в конце жизни страдала от алкоголизма, была убита при загадочных обстоятельствах в декабре 1991 года.

## Награды
- Герой труда ГДР (1953, 1958, 1963);
- три ордена Карла Маркса;
- Золотой орден «За заслуги перед Отечеством» (ГДР) (1954);
- Герой Советского Союза (1963);
- орден Ленина (1963);
- орден Октябрьской Революции (28.06.1968);
- орден Отечественной войны 1-й степени;
- орден Отечественной войны 2-й степени[14];
- орден Трудового Красного Знамени;
- орден Дружбы народов (29.06.1973);
- орден «Ожерелье Нила» (1965).

## Память

Мемориальная доска
«Улица Вальтера Ульбрихта»

- С 1973 по 1994 год Новопесчаная улица в Москве называлась улицей Вальтера Ульбрихта.
- До 2016 года имя Ульбрихта носила одна из улиц Кривого Рога.
- Имя Ульбрихта носит одна из улиц Хемница.

## Киновоплощение
- «Эрнст Тельман — вождь своего класса». В роли Вальтера Ульбрихта — Карл Бренк[нем.]